# Д-14
Десантный танк Д-14 — опытный советский бронетранспортёр (бронетрактор) межвоенного периода. 
Десантный танк Д-14 серийно не производился, был построен единственный опытный экземпляр машины.

## История создания
В конце 1930 года Опытно-конструкторское и испытательное бюро УММ РККА под руководством Николая Ивановича Дыренкова был разработан проект «десантного танка» на базе серийного трактора «Коммунар», получивший обозначение Д-14. Опытный образец машины, строившийся московским заводом МОЖЕРЕЗ (Московский железнодорожный ремонтный завод), был готов весной 1931 года, а в мае — июне того же года танк испытывался на НИБТ полигоне. Машина показала неудовлетворительные результаты испытаний и не была принята на вооружение, дальнейшие работы по ней были прекращены.

## Описание конструкции
Десантный танк был создан на базе усиленного шасси трактора «Коммунар 9 ГУ», имел безбашенную компоновку с моторно-трансмиссионным отделением в носовой части и совмещёнными отделением управления и десантным отделением в средней и кормовой части корпуса. Силовая установка размещалась в капоте. Экипаж машины состоял из двух человек (механика-водителя и командира), в десантном отделении могли перевозиться до 25 человек.

### Броневой корпус и рубка
Броневой корпус машины — клёпаный, коробчатой формы, собиравшийся из катаных броневых листов толщиной 6 и 11 мм без использования рациональных углов наклона. На лобовом бронелисте находились шесть вертикальных входных отверстий воздухозаборников системы охлаждения двигателя, прикрывавшихся бронированными створками. На крыше в средней части корпуса слева относительно продольной оси симметрии размещалась командирская башенка. Для посадки и спешивания экипажа и десанта в бортах машины были оборудованы по три двери.

### Вооружение
Вооружение состояло из двух 7,62-мм танковых пулемётов ДТ-29, которые в зависимости от необходимости можно было установить в любые две из четырёх шаровых установок, расположенных по одной в лобовом, кормовом и бортовых броневых листах десантного отделения и отделения управления. Имелась также возможность ведения десантом огня из личного оружия через шесть амбразур в дверях.

### Средства наблюдения и связи
Командир осуществлял наблюдение через обеспечивавшие ему круговой обзор смотровые щели в башенке.

### Двигатель и трансмиссия
На боевой машине использовался бензиновый карбюраторный четырёхцилиндровый двигатель жидкостного охлаждения мощностью 75 л. с. Топливный бак ёмкостью 284 л обеспечивал запас хода по шоссе в 150 км.
Трансмиссия — механическая, включавшая конусную главную фрикционную муфту, трёхступенчатую коробку передач, коническую главную передачу, две бортовые фрикционные муфты и два бортовых редуктора.

### Ходовая часть
Ходовая часть машины — гусеничная, применительно к одному борту состоявшая из трёх кареток с семью опорными катками, заднего ведущего колеса, переднего направляющего колеса с механизмом натяжения и трёх поддерживающих катков. Подвеска — блокированная пружинная, с двумя пружинами на каретку.

### Сноски
1. ↑  Управление моторизации и механизации РККА